# Rift marino de Láptev
El Rift marino de Láptev o simplemente Rift de Láptev es un rift conformado por un borde divergente entre la placa Norteamericana y la placa Euroasiática que se ubica en la costa ártica de Siberia, en Rusia. El Rift de Láptev es la continuación de la dorsal de Gakkel hacia la corteza continental de Siberia. Comienza en el fondo de la plataforma continental y continúa hacia el continente para formar los montes Cherski, donde el movimiento del borde de la placa tectónica pasa de divergente a convergente.